# Parnopini
Parnopini es una tribu de insectos, perteneciente a la familia Chrysididae.

## Géneros
- Cephaloparnops Bischoff
- Isadelphia Semenov
- Parnopes Latreille, 1796